# Перекатное
Перекатное (каз. Перекатное) — село в Жаксынском районе Акмолинской области Казахстана. Входит в состав Беловодского сельского округа. Код КАТО — 115239200.

## Население
В 1999 году население села составляло 575 человек (303 мужчины и 272 женщины). По данным переписи 2009 года в селе проживало 520 человек (251 мужчина и 269 женщин).